# 名草郡
- 令制国一覧 > 南海道 > 紀伊国 > 名草郡
- 日本 > 近畿地方 > 和歌山県 > 名草郡

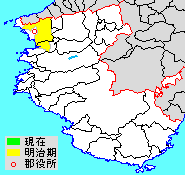
和歌山県名草郡の範囲

名草郡（なぐさぐん）は、大化の改新の後に日前神宮・國懸神宮の神郡として建てられた紀伊国（和歌山県）の郡、明治29年（1896年）海部郡と合併、海草郡が発足し廃止された。

## 古代
『日本書紀』神武天皇即位前紀の「名草邑」を別として、『続日本紀』大宝3年（703年）5月9日条に「紀伊国奈我・名草の二郡をして布の調を停めて糸を献らしとむ……」とあるのが、郡名の初見とされている。『和名類聚抄』によると、名草郡は紀伊国の国府の所在郡で、その地は現和歌山市府中に比定される。紀家蔵の『国造次第』は郡の開設を19代紀伊国造紀忍穂によるとし、忍穂の冠位が大山上であることから、孝徳天皇期（645年-654年）の建郡と推測される。郡名の由来について、『続風土記』には「其名義は詳ならずも或説に渚の義ならむといへり」と記す。また、古代の名草郡は伊勢国渡相郡（度会郡）、伊勢国竹郡（多気郡）、安房国安房郡、出雲国意宇郡、筑前国宗像郡などとともに、孝徳天皇期から天武天皇期にかけて順次設置されたとされる八神郡の1つに数えられていた。日前神宮・國懸神宮の所在地として重んじられ、養老7年（723年）11月16日には郡司に近親者の連任が許されている。一般に郡を治める郡司に近親者を続けて任命することは禁止されていたが、名草郡では神社を代々まつってきた紀氏が重視されたものである。

### 郷・神戸
『和名類聚抄』高山寺本・東急本に記される郡内の郷。名草郡には多数の式内社が分布したことにより、郡内には多くの神戸が存在した。郷とそれら神戸との混同により、『和名類聚抄』でも諸写本で郷名に多くの錯乱が生じている。
- 大屋郷 （おおやごう、北緯34度15分45.6秒 東経135度13分17.1秒）
郷名は大屋都比売神社に由来。比定地は和歌山市宇田森・弘西・西田井。
- 直川郷 （のうがわごう、北緯34度15分31.6秒 東経135度14分53.9秒）
比定地は和歌山市直川・府中・田屋・小豆島・松島。紀伊国衙推定地。
- 苑部郷 （そのべごう、北緯34度15分48.7秒 東経135度11分20.5秒）
比定地は和歌山市六十谷・園部・善明寺・大谷・楠見中・中・船所・粟・ひらい・市小路・栄谷。
- 大田郷 （おおたごう、北緯34度13分54.6秒 東経135度11分59.1秒）
比定地は和歌山市太田。
- 大宅郷 （おおやけごう、北緯34度12分52.9秒 東経135度11分7.3秒）
郷名は欽明天皇17年設置の海部屯倉に由来。比定地は和歌山市手平・北出島・新中島・杭ノ瀬。名草郡衙推定地。
- 忌部郷 （いんべごう、北緯34度13分2.3秒 東経135度12分40.6秒）
比定地は和歌山市井辺（いんべ）。紀伊忌部の本貫地。
- 断金郷 （だんごんごう、北緯34度15分13秒 東経135度14分51.3秒）
比定地は和歌山市永穂（なんご）。安閑天皇2年設置の河辺屯倉推定地。
- 駅家郷 （うまやごう、北緯34度15分48.5秒 東経135度15分41.4秒）
高山寺本なし。比定地は和歌山市山口。近世まで宿駅が存在した。
- 野応郷 （のおごう、北緯34度16分25.5秒 東経135度15分16.4秒）
比定地は和歌山市山口・藤田・上野・北野。
- 有真郷 （ありまごう、北緯34度13分35秒 東経135度12分52.9秒）
比定地は和歌山市鳴神。
- 荒賀郷 （あらかごう、北緯34度14分2.2秒 東経135度11分31.6秒）
東急本では「八荒賀」。比定地は和歌山市黒田。
- 大野郷 （おおのごう、北緯34度9分14.4秒 東経135度13分19.6秒）
比定地は海南市大野中・幡川・重根。
- 旦来郷 （あつそごう、北緯34度10分43.5秒 東経135度12分57.6秒）
高山寺本では「朝来」。比定地は和歌山市本渡・小瀬田、海南市多田・山崎町。
- 神戸郷 （かんべごう、忌部神戸か）
高山寺本・東急本とも「誰戸」と記すが誤記。忌部神戸と推定。『新抄格勅符抄』大同元年牒では忌部神の神戸として紀伊国に10戸を記載。和歌山市鳴神周辺に分布か。
- 津麻神戸 （つまかんべ）
東急本では「津麻」「神戸」と別々に記す。高山寺本は「津摩」のみ。都麻都比売神社の神戸。『新抄格勅符抄』大同元年牒では同神の神戸として13戸を記載。和歌山市禰宜周辺に分布か。
- 国懸神戸 （くにかかすかんべ）
高山寺本では「国県」。國懸神宮の神戸。『新抄格勅符抄』大同元年牒では同神の神戸として65戸を記載。和歌山市秋月周辺に分布か。
- 島神戸 （しまかんべ）
高山寺本なし。志磨神社の神戸。『新抄格勅符抄』大同元年牒では同神の神戸として7戸を記載。和歌山市中之島周辺に分布か。
- 大屋神戸 （おおやかんべ）
東急本・高山寺本とも「大屋」と2度記すが、2度目は「大屋神戸」の意か。大屋都比売神社の神戸。『新抄格勅符抄』大同元年牒では同神の神戸として7戸を記載。和歌山市宇田森周辺に分布か。
- 日前神戸 （ひのくまかんべ）
高山寺本なし。日前神宮の神戸。『新抄格勅符抄』大同元年牒では同神の神戸として61戸を記載。和歌山市秋月周辺に分布か。
- 伊太祁曽神戸 （いだきそかんべ）
高山寺本なし。東急本では「伊太」「祁曽」「神戸」と別々に記す。伊太祁󠄀曽神社の神戸。『新抄格勅符抄』大同元年牒では同神の神戸として66戸（最大）を記載。和歌山市伊太祁曽周辺に分布か。
- 須佐神戸 （すさかんべ）
高山寺本なし。須佐神社の神戸。『新抄格勅符抄』大同元年牒では同神の神戸として10戸を記載。和歌山市口須佐・奥須佐周辺に分布か。

以上のほか、『和名類聚抄』に見えない地名では「宇治郷」「宇治保」「片岡里」「埴生里」などがある。

### 式内社
『延喜式』神名帳に記される郡内の式内社。名草郡には紀伊国の半分以上の神社が記載されており、それらの中心は紀伊国造家の奉斎する日前神宮・國懸神宮であった。
| 神名帳                       | 神名帳              | 神名帳 | 神名帳                 | 比定社               | 比定社                   | 比定社                     | 集成 |
| 社名                         | 読み                | 格     | 付記                   | 社名                 | 所在地                   | 備考                       | 集成 |
| ---------------------------- | ------------------- | ------ | ---------------------- | -------------------- | ------------------------ | -------------------------- | ---- |
| 名草郡 19座（大9座・小10座） |                     |        |                        |                      |                          |                            |      |
| 日前神社                     | ヒノクマノ ヒノマヘ | 名神大 | 月次相嘗新嘗           | 日前神宮・國懸神宮   | 和歌山県和歌山市秋月     | 紀伊国一宮                 |      |
| 国懸神社                     | クニカカスノ        | 名神大 | 月次相嘗新嘗           | 日前神宮・國懸神宮   | 和歌山県和歌山市秋月     | 紀伊国一宮                 |      |
| 伊太祁曽神社                 | イタケソノ          | 名神大 | 月次相嘗新嘗           | 伊太祁曽神社         | 和歌山県和歌山市伊太祈曽 | 紀伊国一宮                 |      |
| 大屋都比売神社               | オホヤツヒメノ      | 名神大 | 月次新嘗               | 大屋都姫神社         | 和歌山県和歌山市宇田森   |                            |      |
| 都麻都比売神社               | ツマツヒメノ        | 名神大 | 月次新嘗               | （論）都麻津姫神社   | 和歌山県和歌山市吉礼     |                            |      |
| 都麻都比売神社               | ツマツヒメノ        | 名神大 | 月次新嘗               | （論）都麻都姫神社   | 和歌山県和歌山市平尾     |                            |      |
| 都麻都比売神社               | ツマツヒメノ        | 名神大 | 月次新嘗               | （論）高積神社       | 和歌山県和歌山市禰宜     |                            |      |
| 鳴神社                       | ナルカミノ          | 名神大 | 月次相嘗新嘗           | 鳴神社               | 和歌山県和歌山市鳴神     |                            |      |
| 香都知神社                   | カグツチノ          | 小     |                        | 香都知神社           | 和歌山県和歌山市鳴神     | 鳴神社境内社               |      |
| 加太神社                     | カタノ              | 小     |                        | 淡嶋神社             | 和歌山県和歌山市加太     |                            |      |
| 伊久比売神社                 | イクヒメノ          | 小     |                        | （論）伊久比売神社   | 和歌山県和歌山市市小路   |                            |      |
| 伊久比売神社                 | イクヒメノ          | 小     | （論）山口神社         | 和歌山県和歌山市谷   |                          |                            |      |
| 朝椋神社                     | アサクラノ          | 小     |                        | 朝椋神社             | 和歌山県和歌山市鷺の森   |                            |      |
| 刺田比古神社                 | サシタヒコノ        | 小     |                        | 刺田比古神社         | 和歌山県和歌山市片岡町   |                            |      |
| 麻為比売神社                 | マヰ-               | 小     |                        | （参）合祀：菟佐神社 | 和歌山県和歌山市秋月     | 日前神宮・國懸神宮境内末社 |      |
| 麻為比売神社                 | マヰ-               | 小     | （参）合祀：津秦天満宮 | 和歌山県和歌山市津秦 |                          |                            |      |
| 竃山神社                     | カマヤマノ          | 小     |                        | 竈山神社             | 和歌山県和歌山市和田     |                            |      |
| 高積比古神社                 | タカツミヒコノ      | 小     |                        | 高積神社             | 和歌山県和歌山市禰宜     |                            |      |
| 高積比売神社                 | タカツミヒメノ      | 小     |                        | 高積神社             | 和歌山県和歌山市禰宜     |                            |      |
| 伊達神社                     | イタテノ            | 名神大 |                        | 伊達神社             | 和歌山県和歌山市園部     |                            |      |
| 志磨神社                     | シマノ              | 名神大 |                        | 志磨神社             | 和歌山県和歌山市中之島   |                            |      |
| 静火神社                     | シツヒノ            | 名神大 |                        | 静火神社             | 和歌山県和歌山市和田     | 竈山神社境外摂社           |      |
| 堅真音神社                   | カタマネノ          | 小     |                        | 堅真音神社           | 和歌山県和歌山市鳴神     | 鳴神社境内社               |      |
| 堅真音神社                   | カタマネノ          | 小     | （参）復興：堅真音神社 | 和歌山県和歌山市神前 |                          |                            |      |
| 凡例を表示                   |                     |        |                        |                      |                          |                            |      |

1. 1 2  『中世諸国一宮制の基礎的研究』では、紀伊国の一宮として日前神宮・國懸神宮、丹生都比売神社、伊太祁曽神社の3社が挙げられる (中世諸国一宮制 & 2000年, p. 522-525)。

## 明治維新後
- 「旧高旧領取調帳」に記載されている明治初年時点での支配は以下の通り。●は村内に寺社領が存在。（1町142村8浦）

| 知行 | 知行         | 村数          | 村名 |
| ---- | ------------ | ------------- | --- |
| 藩領 | 紀伊和歌山藩 | 1町 139村 8浦 | 中野島村、南出島村（現・和歌山市納定）、有本村、新在家村、加納村、松島村、小豆島村、西田井村、北村、永穂村、新村、島村、楠本村、川辺村、里村、平岡村、中筋村、谷村、湯屋谷村、滝畑村、落合村、別所村（現・和歌山市）、山口西村、黒谷村（現・和歌山市上黒谷）、藤田村、上野村、神波村、宇田森村、北野村、弘西村、府中村、田屋村、六十谷村、園部村、善明寺村、大谷村、平井村、栄谷村、中村、梅原村、中野村、松江村、土入村、延時村、向村、次郎丸村、梶取村、福島村、市小路村、中ノ村、粟村、狐島村、船所村、野崎村、北島村、宇治村、鷺森村、岡町村、太田村、出水村、新内村、吉田村、黒田村、北出島村、手平村、出島村（現・和歌山市手平など）、南出島村（現・和歌山市南出島）、杭ノ瀬村、中島村、●田尻村、坂田村、和田村、神前村、井辺村、津秦村、有家村、秋月村、鳴神村、栗栖村、出島村（現・和歌山市出島）、下和佐村、井ノ口村、和佐中村、関戸村、禰宜村、布施屋村、明王寺村、矢田村、塩谷村、平尾村、木枕村、永山村、山東中村、大河内村、南畑村、黒岩村、坂井村、小野田村、黒谷村（現・和歌山市黒谷）、境原村、頭陀寺村、宿村、奥須佐村、伊太祁曽村、口須佐村、吉礼村、西村、寺内村、森小手穂村、三葛村、布引村、紀三井寺村、内原村、毛見浦、船尾浦、黒江村、岡田村、吉原村、広原村、冬野村、朝日村、本渡村、井戸村、相坂村、松原村、馬場村、江南村、新出島村、仁井辺村、薬勝寺村、小瀬田村、多田村、且来村、井田村、日方浦、神田浦、幡川村、大野中村、山田村、重根村、別所村（現・海南市）、扱沢村、東畑村、名高浦、鳥居浦、藤白浦、冷水浦、和歌山城下（東部） |
| 藩領 | 紀伊新宮藩   | 1村           | 直川村 |
| 藩領 | 紀伊田辺藩   | 2村           | 岩橋村、新中島村 |

### 郡域
1879年（明治12年）に行政区画として発足した当時の郡域は、下記の区域にあたる。
- 和歌山市の大部分（木ノ本、榎原、古屋以西および吐前、金谷以東を除く、概ね中之島、吉田、新内、友田町、美園町、田中町、木広町、吹屋町、新生町、手平、小雑賀、三葛、紀三井寺、布引、毛見以東[17]）
- 海南市の一部（別院、沖野々、木津、次ケ谷、ひや水、海老谷以東および下津町各町を除く）

なお、1879年の和歌山区設置以前は、和歌山城下のうち、現在の西蔵前丁、東蔵前丁、杉ノ馬場、元博労町、橋丁、寄合町、十三番丁、八番丁、西汀丁、南汀丁、一番丁、岡山丁、藪ノ丁、片岡町、鷹匠町、島崎町以東を郡域に含んだ。

### 沿革

#### 町村制以前
- 明治4年
  - 7月14日（1871年8月29日） - 廃藩置県により、藩領が和歌山県、新宮県、田辺県の管轄となる。
  - 11月22日（1872年1月2日） - 第1次府県統合により、全域が和歌山県の管轄となる。
- 明治初年 - 神田浦が日方浦に合併。（1町142村7浦）
- 明治6年（1873年） - 出島村（現・和歌山市手平など）が改称して手平出島村となる。
- 明治6年（1873年） - 新村が永穂村に合併。（1町141村7浦）
- 明治12年（1879年） - 中筋村が枝郷日延村と統合のうえ改称して中筋日延村となる。
  - 1月20日 - 郡区町村編制法の和歌山県での施行により、下記の変更が行われる。
    - 和歌山城下の区域をもって和歌山区（現・和歌山市）が発足し、郡より離脱。（141村7浦）
    - 残部に行政区画としての名草郡が発足。「名草海部郡役所」が秋月村に設置され、海部郡とともに管轄。

  - 2ヶ所ずつ存在した別所村、黒谷村のうち1村が、北別所村（現・和歌山市）、上黒谷村（現・和歌山市上黒谷）にそれぞれ改称。
  - 中ノ村が楠見中村に、宿村が吉里村にそれぞれ改称。
- 明治16年（1883年） - 新出島村が改称して桑山村となる。
- 明治17年（1884年） - 2ヶ所ずつ存在した南出島村のうち1村が納定村（現・和歌山市納定）に改称。

なお、徳川御三家の城下町である名古屋市・和歌山市・水戸市はいずれも県庁所在地になっており、名古屋・水戸は旧郡名から採った「愛知県」「茨城県」となっているが、和歌山は都市名から採った「和歌山県」となっている。

#### 町村制以降

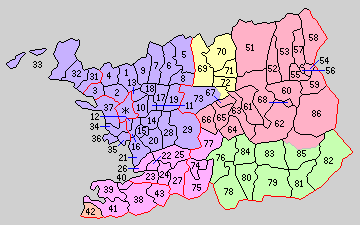
1.楠見村 2.野崎村 3.松江村 4.貴志村 5.山口村 6.紀伊村 7.直川村 8.川永村 9.有功村 10.宮村 11.鳴神村 12.岡町村 13.中ノ島村 14.岡崎村 15.三田村 16.宮前村 17.西和佐村 18.四箇郷村 19.和佐村 20.安原村 21.紀三井寺村 22.日方村 23.内海村 24.大野村 25.亀川村 26.黒江村 27.巽村 28.西山東村 29.東山東村（紫：和歌山市 桃：海南市 ＊：発足時の和歌山市 31 - 43は海部郡、51 - 86は那賀郡）

- 明治22年（1889年）4月1日 - 町村制の施行により、以下の町村が発足。特記以外は全域が現・和歌山市。「名草海部郡役所」の所在地が宮村となる。（29村）
  - 楠見村 ← 善明寺村、大谷村、船所村、粟村、楠見中村、平井村、市小路村、栄谷村［飛地］
  - 野崎村 ← 梶取村、福島村、北島村、野崎村、狐島村
  - 松江村（単独村制）
  - 貴志村 ← 栄谷村［飛地を除く］、中村、次郎丸村、向村、延時村、梅原村、中野村、土入村
  - 山口村 ← 里村、平岡村、湯屋谷村、滝畑村、上黒谷村、藤田村、中筋日延村、谷村、山口西村、北別所村、落合村
  - 紀伊村 ← 府中村、弘西村、田屋村、小豆島村、北野村、西田井村、北村、上野村
  - 直川村（単独村制）
  - 川永村 ← 川辺村、島村、楠本村、神波村、宇田森村、永穂村
  - 有功村 ← 園部村、六十谷村、加納村［飛地］
  - 宮村 ← 秋月村、太田村、北出島村、新内村、出水村、有家村、津秦村、吉田村、納定村［飛地を除く］、黒田村、中野島村［飛地］
  - 鳴神村（単独村制）
  - 岡町村（岡町村の飛地を除く地域が単独村制）
  - 中ノ島村 ← 中野島村［飛地を除く］、納定村［飛地］
  - 岡崎村 ← 西村、寺内村、森小手穂村、神前村、井辺村
  - 三田村 ← 坂田村、田尻村、和田村
  - 宮前村 ← 杭ノ瀬村、手平村、手平出島村、南出島村、中島村、新中島村、海部郡小雑賀村
  - 西和佐村 ← 岩橋村、栗栖村、出島村、松島村［飛地］
  - 四箇郷村 ← 松島村［飛地を除く］、加納村［飛地を除く］、新在家村、有本村
  - 和佐村 ← 井ノ口村、布施屋村、関戸村、禰宜村、和佐中村、下和佐村
  - 安原村 ← 朝日村、仁井辺村、薬勝寺村、相坂村、江南村、松原村、桑山村、馬場村、冬野村、吉原村、広原村、井戸村、本渡村、小瀬田村
  - 紀三井寺村 ← 紀三井寺村、三葛村、毛見浦、布引村、内原村
  - 日方村（日方浦が単独村制。現・海南市）
  - 内海村 ← 名高浦、鳥居浦、藤白浦、冷水浦（現・海南市）
  - 大野村 ← 大野中村、井田村、山田村、幡川村（現・海南市）
  - 亀川村 ← 小野田村、且来村、多田村、岡田村（現・海南市）
  - 黒江村 ← 黒江村、船尾浦（現・海南市）
  - 巽村 ← 扱沢村、東畑村、別所村、重根村、坂井村（現・海南市）
  - 西山東村 ← 吉礼村、奥須佐村、口須佐村、境原村、頭陀寺村、吉里村、伊太祁曽村
  - 東山東村 ← 山東中村、南畑村、大河内村、黒岩村、永山村、木枕村、平尾村、明王寺村、矢田村、塩谷村、黒谷村
  - 宇治村・鷺森村が和歌山市の一部となる。
  - 岡町村［飛地］が海部郡雑賀村の一部となる。
- 明治29年（1896年）4月1日 - 郡制の施行のため、名草郡・海部郡の区域をもって海草郡が発足。同日名草郡廃止。また、日方村が町制施行し、日方町となる。

## 行政
名草・海部郡長
『和歌山県史 人物』による。
| 代 | 氏名       | 就任年月日                | 退任年月日                | 備考                                |
| -- | ---------- | ------------------------- | ------------------------- | ----------------------------------- |
| 1  | 平田綱一郎 | 明治12年（1879年）1月20日 |                           |                                     |
| 2  | 鈴村三郎   | 明治13年（1880年）12月5日 |                           |                                     |
| 3  | 平田綱一郎 | 明治19年（1886年）8月25日 | 明治30年（1896年）3月31日 | 再任 海部郡との合併により名草郡廃止 |